# Перкі-Мазовше
Перкі-Мазовше (пол. Perki-Mazowsze) — село в Польщі, у гміні Соколи Високомазовецького повіту Підляського воєводства.
Населення — 59 осіб (2011).
У 1975-1998 роках село належало до Ломжинського воєводства.

## Демографія
Демографічна структура станом на 31 березня 2011 року:
|          | Загалом | Допрацездатний вік | Працездатний вік | Постпрацездатний вік |
| -------- | ------- | ------------------ | ---------------- | -------------------- |
| Чоловіки | 29      | 4                  | 21               | 4                    |
| Жінки    | 30      | 5                  | 14               | 11                   |
| Разом    | 59      | 9                  | 35               | 15                   |